# Biserica „Adormirea Maicii Domnului” din Cigîrleni
Biserica „Adormirea Maicii Domnului” este o biserică amplasată în Cigîrleni, raionul Ialoveni, Republica Moldova. Este un monument arhitectural de importanță națională inclus în Registrul monumentelor Republicii Moldova ocrotite de stat cu nr. 96 (raionul Căinari). Datează din 1910.